# Nysted
Nysted est une ville danoise dépendant de la municipalité de Guldborgsund, dans la région du Sjælland, au sud du Danemark. Elle se trouve sur la côte sud-est de l'île de Lolland.

## Histoire
Nysted a une origine médiévale, et s'est développée au pied du château d'Aalholm (en), forteresse bâtie au début du XIIIe siècle. La présence à cet endroit du seul abri portuaire de la côte méridionale de l'île de Lolland a favorisé son développement.
En 1409, elle reçut le statut de ville marchande, statut confirmé par le roi Christian II de Danemark en 1513.
Nysted était une municipalité du Danemark jusqu'au 1er janvier 2007. À cette date, en application de la réforme municipale de 2007, elle fut intégrée dans la nouvelle municipalité de Guldborgsund.

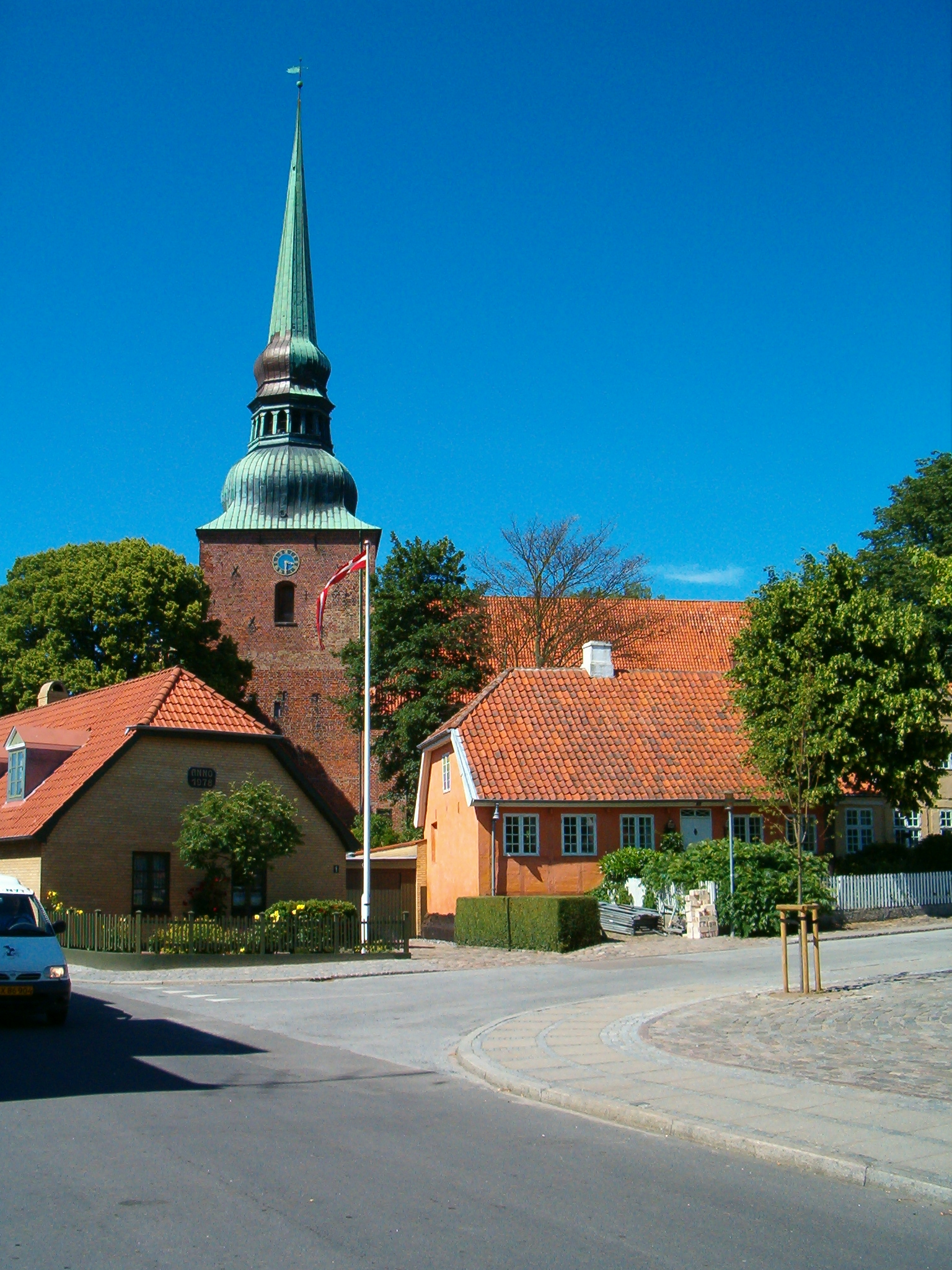
L'église de Nysted.